# Tractat de Stettin (1570)
El Tractat de Stettin (Szczecin) va significar l'acabament de la Guerra Nòrdica dels Set Anys i fou signat el 13 de desembre del 1570. El juliol de 1570, Maximilià II d'Habsburg, emperador del Sacre Imperi Romanogermànic va iniciar un congrés a Stettin, amb l'ànim d'acabar amb l'estat de guerra entre Lübeck, Suècia i Dinamarca.
Suècia va ser forçada a pagar 150.000 riksdaler pel rescat de la fortalesa d'Älvsborg. La Unió de Kalmar va ser formalment dissolta i el rei danès va renunciar a tots els seus drets sobre el tron suec. Per la seva banda, Suècia va reconèixer per primera vegada Escània, Blekinge i Halland com a províncies daneses. De la mateixa manera, es va signar un tractat amb Lübeck. Polònia va mantenir Curlàndia i el Principat de Moscou es va apoderar de Tartu. Les disputes quant als emblemes de les tres corones quedaren sense resoldre i va esdevenir font de posteriors conflictes.